# Cutler, Kalifornien
Cutler är en ort (CDP) i Tulare County, i delstaten Kalifornien, USA. Enligt United States Census Bureau har orten en folkmängd på 5 000 invånare (2010) och en landarea på 2,1 km².